# Manderlay
Manderlay é um filme dirigido por Lars von Trier. É o segundo filme da trilogia projetada USA – Land of Opportunities, sendo precedido por Dogville, do mesmo diretor. Anthony Dod Mantle e Peter Grant foram responsáveis pela Direção de Fotografia e Direção de Arte, respectivamente.

## Sinopse
Após deixarem para trás a cidade de Dogville, Grace e o pai acabam por acaso nos portões da fazenda de Manderlay, no sul dos Estados Unidos.

## Elenco
- Bryce Dallas Howard (Grace Margaret Mulligan)
- Isaach De Bankolé (Timothy)
- Willem Dafoe (Pai de Grace)
- Danny Glover (Wilhelm)
- Michael Abiteboul (Thomas)
- Lauren Bacall (Madame)
- Jean-Marc Barr (Sr. Robinsson)
- Virgile Bramly (Edward)
- Ruben Brinkmann (Bingo)
- Doña Croll (Venus)
- Jeremy Davies (Niels)
- Llewella Gideon (Victoria)
- Giny Holder (Elisabeth)
- Emmanuel Idow (Jim)
- Zeljko Ivanek (Dr. Hector)
- Wendy Juel (Claire)
- Udo Kier (Sr. Kirspe)
- Rik Launspach (Stanley Mays)
- Suzette Llewellyn (Flora)
- Charles Maquignon (Bruno)
- Chloë Sevigny (Philomena)
- Mona Hammond (Wilma - velha)
- John Hurt (Narrador - voz)

## Recepção
O Metacritic, que usa uma média ponderada, atribuiu ao filme uma pontuação de 46 em 100, baseado em 29 críticos, indicando críticas "mistas ou médias".